# Reggie Nelson
Reggie Nelson (født 21. september 1983 i Melbourne, Florida, USA) er en amerikansk footballspiller, der spiller i NFL som safety for Oakland Raiders. Han blev draftet til ligaen af Jacksonville Jaguars i 2007.

## Klubber
- Jacksonville Jaguars (2007–2009)
- Cincinnati Bengals (2010–2015)
- Oakland Raiders (2016-)